# Stefanie Engel

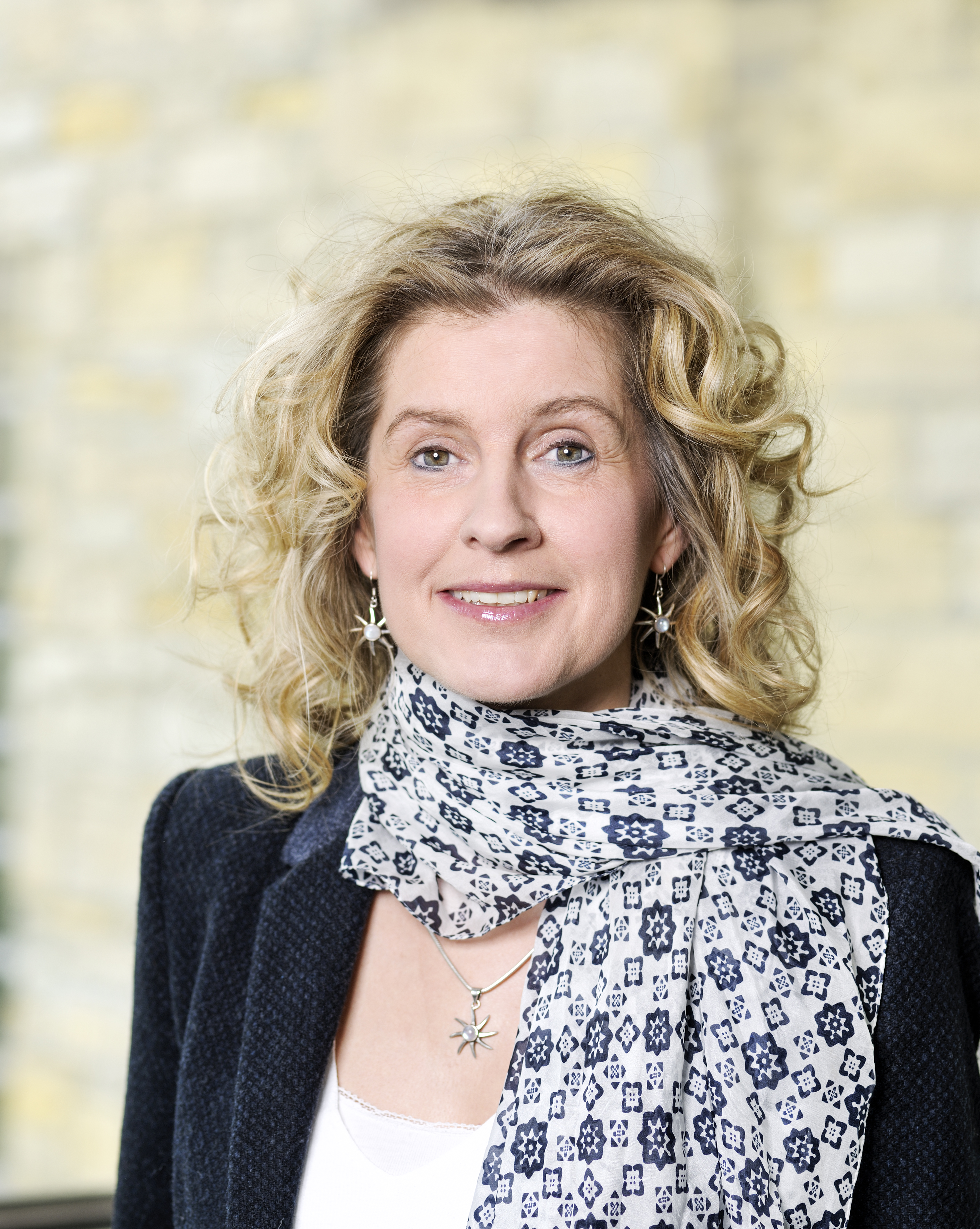
Stefanie Engel (2015)

Stefanie Engel (geb. Kirchhoff, * 18. Juni 1968) ist eine deutsche Umweltökonomin.

## Biographie
Stefanie Engel studierte Ökonomie (Agricultural and Resource Economics) an der University of Arizona mit dem Master-Abschluss 1994 und wurde 1999 an der University of Maryland promoviert. 2005 habilitierte sie sich an der Universität Bonn. Sie forschte 1998/99 in Bogota in Kolumbien (Universidad de Los Andes, Wirtschaftsforschungsinstitut Fedesarollo) und war von 2001 bis 2006 am Zentrum für Entwicklungsforschung der Universität Bonn tätig, wo sie u. a. eine von der Robert-Bosch Stiftung finanzierte Nachwuchsforschergruppe leitete (Institutionen für das Management natürlicher Ressourcen in Entwicklungsländern). 2005 habilitierte sie sich in Bonn an der Fakultät für Agrarwissenschaften (Habilitationsschrift: Designing institutions for sustainable resource management and environmental protection). 2006 wurde sie Professorin für Umweltökonomie und Umweltpolitik an der ETH Zürich. 2014 erhielt sie eine Humboldt-Professur an der Universität Osnabrück.
Sie untersucht den Umgang von Individuen und Gruppen mit natürlichen Ressourcen und der Umwelt mit Methoden der Verhaltensökonomik. Schwerpunktthemen: Design von umweltpolitischen Maßnahmen; Verhaltensökonomische Aspekte von Umweltpolitik; Ökonomie von Ökosystemleistungen und Biodiversität.
Sie ist Mitglied der Ausschüsse für Umwelt- und Entwicklungsökonomie des Vereins für Socialpolitik.
Publikationen in internationalen referierten Fachzeitschriften wie u. a. Science, Nature Sustainability, Journal of Environmental Economics and Management, Environmental and Resource Economics, Land Economics, Ecological Economics, European Review of Agricultural Economics, Economic Development and Cultural Change, World Development, Biological Conservation, Land Use Policy.

## Schriften
- Herausgeber mit C. Palmer: Avoided Deforestation: Prospects for Mitigating Climate Change, Routledge 2009
- Herausgeber mit S. Wunder und S. Pagiola: “Designing Payments for Environmental Services in Developing and Developed Countries”. Special Issue. Ecological Economics 65 (2008).
- Herausgeber mit B. Matzdorf und C. Sattler: “Payments for Ecosystem Ser-vices and Their Institutional Dimensions: Institutional frameworks and governance structures of PES schemes”. Special Issue. Forest Policy and Economics 37 (2013).
- Gastherausgeber mit P. Pol Special Issue on Payments for Forest Water-shed Services. Water Resources and Economics (2019).

### Publikationen in Fachzeitschriften (Auswahl)
- Kirchhoff, S. 2000. “Green Business and Blue Angels: A Model of Voluntary Overcompliance with Asymmetric Information”. Environmental and Resource Economics 15(4): 403-20.
- Engel, S.  2004. “Achieving Environmental Goals in a World of Trade and Hidden Action: The Role of Trade Policies and Eco-Labeling”. Journal of Environmental Economics and Manage-ment 48(3): 1122-1145.
- Engel, S., López, R., und C. Palmer. 2006. “Community-industry contracting over natural resource use in a context of weak property rights: The case of Indonesia”. Environmental and Resource Economics 33(1): 73-98.
- Engel, S., and C. Palmer. 2008. “Payments for Environmental Services as an Alternative to Logging under Weak Property rights: The Case of Indonesia”. Ecological Economics 65:799-809.
- Wünscher, T., Engel, S., and S. Wunder. 2008. “Spatial Targeting of Payments for Environmental Services: A Tool for Boosting Conservation Benefits.” Ecological Economics 65:822-833.
- Engel, S., Pagiola, S., and S. Wunder. 2008. “Designing Payments for Environmental Services in Theory and Practice – An Overview of the Issues.” Ecological Economics 65:663-674.
- Wunder, S., Engel, S., and S. Pagiola. 2008. “Taking Stock: A comparative analysis of Payments for Environmental Services Programs in Developed and Developing Countries”. Ecological Economics 65:834-852.
- Engel, S., and R. López. 2008. “Exploiting Common Resources with Capital-Intensive Technologies: The Role of External Forces”.  Environment and Development Economics 13(5):565-589.
- Rustagi, D., Engel, S., Kosfeld, M. 2010. “Conditional Cooperation and Costly Monitoring Explain Success in Forest Commons Management.” Science 330: 961-965.
- Engel, S., and C. Palmer. 2011. “Complexities of decentralization in a globalizing world.” Environmental and Resource Economics 50:157–174.
- Cavalcanti, C., Engel, S., Leibbrandt, A. 2013. “Social integration, participation, and community resource management”. Journal of Environmental Economics and Management 65(2): 262-276.
- Engel, S. 2016. “The Devil in the Detail: A Practical Guide on Designing Payments for Environmental Services”, International Review of Environmental and Resource Economics 9(1–2):131-177.
- Engel, Stefanie, Muller, A. 2016. Payments for Environmental Services to Promote Climate-Smart Agriculture? Potential and Challenges. Agricultural Economics 47 (S1): 173–184.
- Wunder, S., Brouwer, R., Engel, S., Ezzine-de-Blas, D., Muradian, R., Pascual, U., Pinto, R. 2018. From principles to practice in paying for nature’s services. Nature Sustainability 1 (March 2018): 145-150.
- Thomas, F., Koessler, A.-K. & Engel, S. 2018. Stupsende Agrarpolitik? – Nudging zu einer nachhaltigen Landwirtschaft. Vierteljahrshefte zur Wirtschaftsforschung (DIW Berlin) 87 (2): 127–138.
- Thomas, F., E. Midler, M. Lefebvre and S. Engel. 2019. Greening the Common Agricultural Policy: a behavioral perspective and lab-in-the-field experiment in Germany. European Review of Agricultural Economics. doi:10.1093/erae/jbz014.
- Lliso, B., Pascual, U., Engel, S., Mariel, P. 2020. Payments for ecosystem services or collective stewardship of Mother Earth? Applying deliberative valuation in an indigenous community in Colombia. Ecological Economics 169.
- Lliso, B., Pascual, U., Mariel, P., Engel, S. 2020. Increasing the credibility and salience of valuation through deliberation: Lessons from the Global South. Global Environmental Change 62. doi:10.1016/j.gloenvcha.2020.102065
- Lliso, B., Pascual, U., Engel, S. 2021. On the role of social equity in payments for ecosystem in Latin America: A practitioner perspective. Ecological Economics 182. doi:10.1016/j.ecolecon.2020.106928
- Koessler, A.-K., Ortíz Riomalo, J.-F., Janke, M., Engel, S. 2021. Structuring communication effectively for environmental cooperation. Environmental and Resource Economics. doi:10.1007/s10640-021-00552-2.
- Kössler, A-K., Engel, S. 2021. Policies as information carriers: how environmental policies may change beliefs and consequent behavior. International Review of Environmental and Resource Economics 15(1-2): 1-31. doi:10.1561/101.00000123.
- Vorlaufer, T., Engel, S., de Laat, J., Vollan, B. 2023. Payments for ecosystem services did not crowd-out pro-environmental behavior: long-term experimental evidence from Uganda. Proceedings of the National Academy of Sciences (PNAS) 120(18): e2215465120. doi: 10.1073/pnas.2215465120
- Vorlaufer, T., de Laat, J., Engel, S. 2023. Do Payments for Environmental Services Affect Forest Access and Social Preferences in the Long Run? Experimental Evidence from Uganda. Journal of the Association of Environmental and Resource Economists 10 (2): 389–412. doi: 10.1086/721440